# Monochaetum lineatum
Monochaetum lineatum är en tvåhjärtbladig växtart som först beskrevs av David Don, och fick sitt nu gällande namn av Charles Victor Naudin. Monochaetum lineatum ingår i släktet Monochaetum och familjen Melastomataceae. Inga underarter finns listade i Catalogue of Life.